# Corynascidia
Corynascidia is een geslacht uit de familie Corellidae en de orde Phlebobranchia uit de klasse der zakpijpen (Ascidiacea).

## Soorten
- Corynascidia alata Monniot C. & Monniot F., 1991
- Corynascidia cubare Monniot C. & Monniot F., 1994
- Corynascidia hartmeyeri Monniot C. & Monniot F., 1994
- Corynascidia herdmani Ritter, 1913
- Corynascidia lambertae Sanamyan & Sanamyan, 2002
- Corynascidia mironovi Sanamyan & Sanamyan, 2002
- Corynascidia sedens Sluiter, 1904
- Corynascidia suhmi Herdman, 1882
- Corynascidia translucida (Monniot C., 1969)
- Corynascidia vinogradovae Sanamyan, 1998